# Chiesa di Santa Margherita (Ala)
La chiesa di Santa Margherita è la parrocchiale di Santa Margherita, frazione di Ala  in Trentino. Risale al XIX secolo.

## Storia

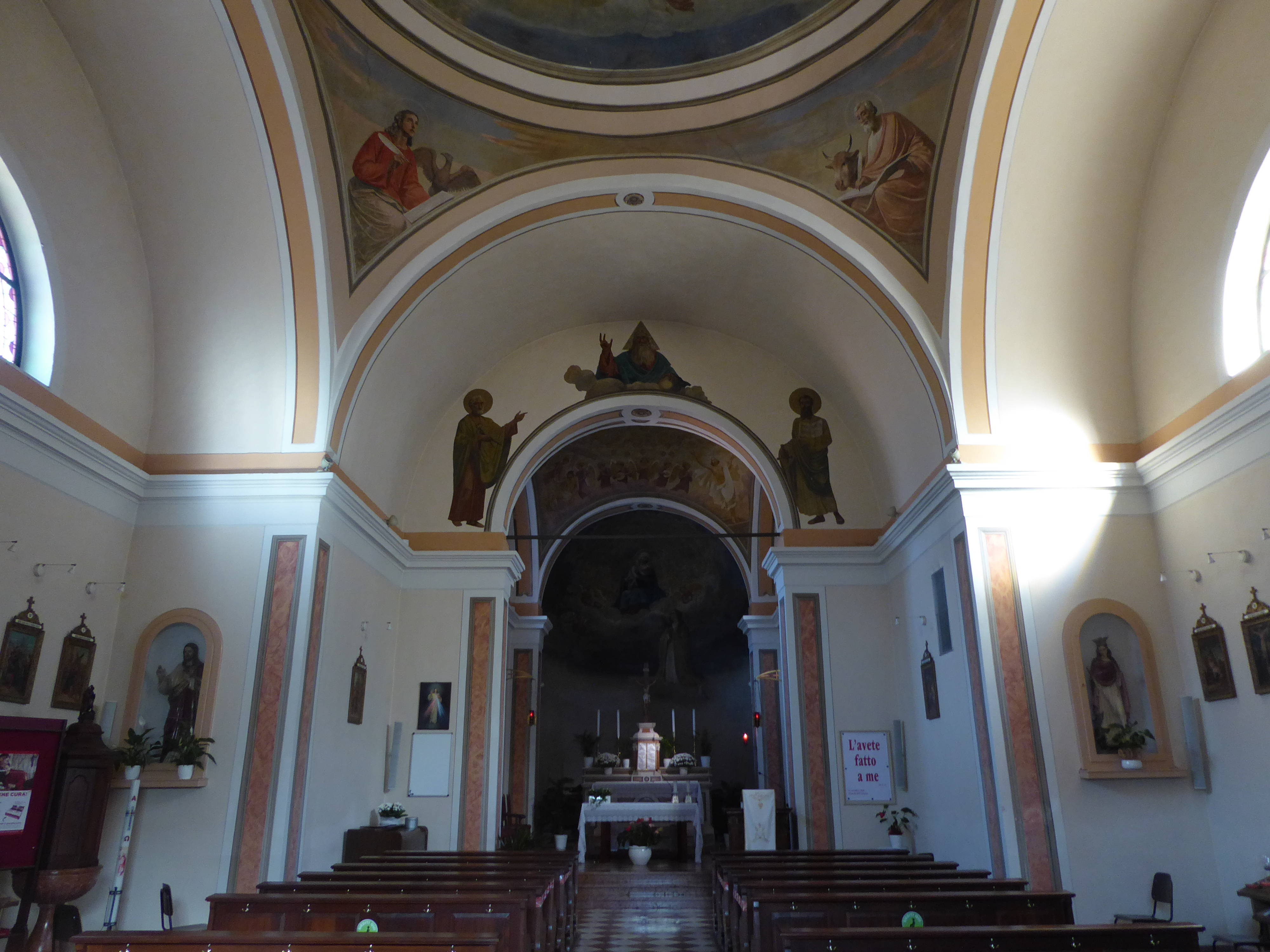
Interno

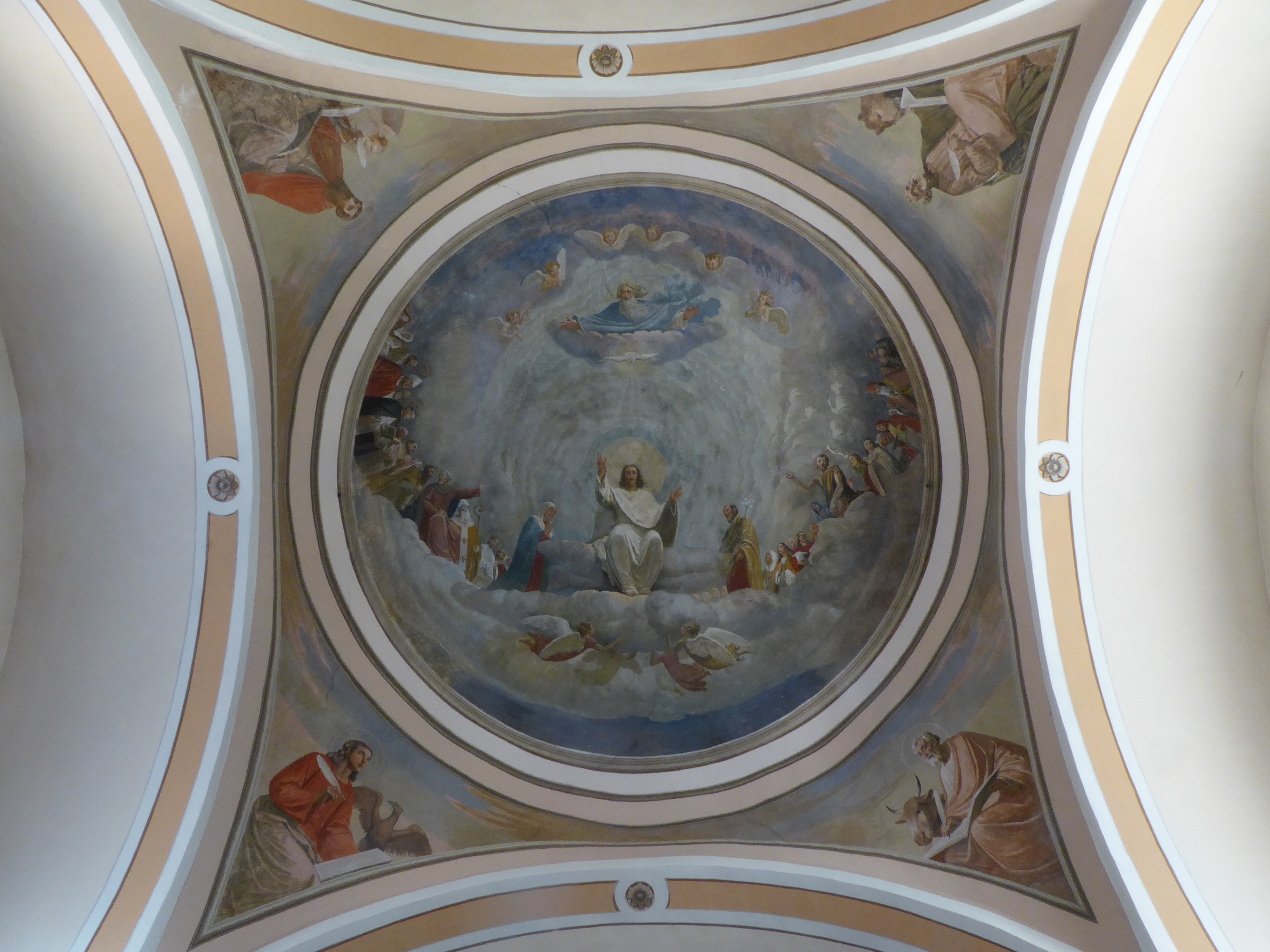
Affresco della volta della navata

### Ospizio e chiesa di Santa Margherita
Il principe vescovo di Trento Federico Vanga fece erigere nel 1214 a Santa Margherita, in posizione elevata, un ospedale con una struttura fortificata e, collegato ad esso, una primitiva chiesa. Nello stesso anno, accanto al nuovo luogo di culto, venne eretta la torre campanaria.

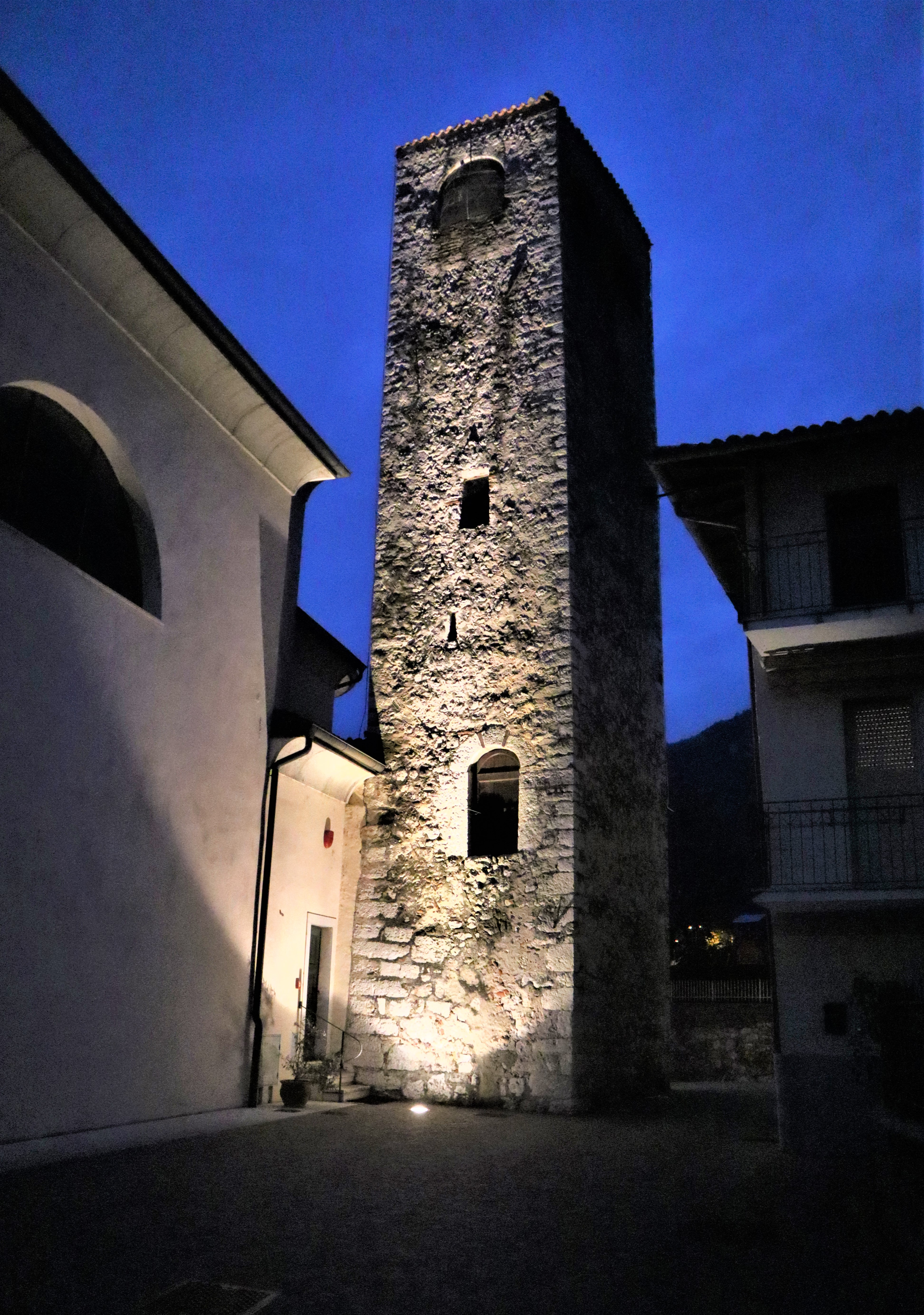
Torre campanaria, nota anche come torre Santa Margherita.

Al momento della sua fondazione l'intero territorio di Ala dipendeva dalla pieve di Mori, la chiesa di Santo Stefano.
Attorno al XVII secolo l'ospizio ospedaliero entrò a far parte dei beni attribuiti al seminario vescovile di Trento, da poco fondato dal cardinale trentino Ludovico Madruzzo, e la comunità locale ne decise l'acquisto per costruirvi il nuovo luogo di culto più adatto alle necessità dei fedeli anche per dimensioni.
La torre campanaria fu la sola parte sacra originaria che rimase del primo edificio e la struttura, chiamata anche torre Santa Margherita, ne evidenzia la funzione di difesa militare.

### Moderna chiesa di Santa Margherita
A partire dalla seconda metà del XIX secolo la nuova chiesa di Santa Margherita venne eretta, dopo aver demolito la precedente. Sullo stesso sito quindi, tra il 1854 e il 1857, sorse il nuovo tempio.
Nel 1858 il nuovo luogo di culto fu benedetto e la sua consacrazione solenne venne celebrata nel 1883.

## Descrizione

### Esterni
La facciata a capanna è semplice, con due spioventi in stile neoclassico con il frontone triangolare. La torre campanaria è originaria della prima edificazione duecentesca, in stile romanico, a pianta rettangolare con pietre a vista.

### Interni
L'interno è ampio, a navata unica e con due grandi cappelle laterali una di fronte all'altra. La decorazione degli interni è stata realizzata nel XX secolo dal pittore soavese Adolfo Mattielli.